# 학살기관

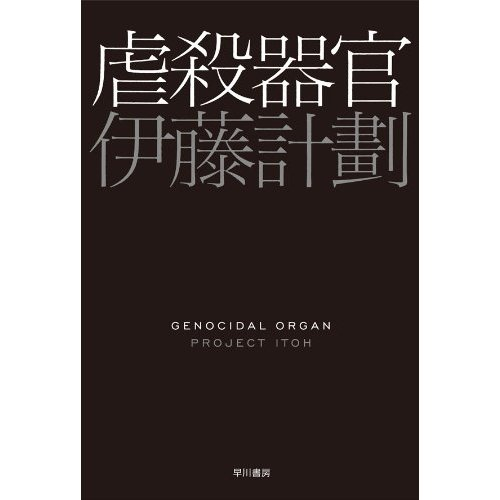

학살기관(虐殺器官)은 일본의 SF 작가 이토 게이카쿠의 데뷔 소설이다. 2007년 하야카와출판사에 의해 처음 출판된 뒤 2010년 페이퍼백 형태로 재인쇄되었다.
영어 번역본은 에드윈 호크스에 의해 번역되었고 2012년 8월 하이카소루 / 비즈 미디어를 통해 출판되었다.

## 영화
학살기관(虐殺器官, Genocidal Organ)은 일본에서 제작된 무라세 슈코 감독의 2016년 애니메이션, SF, 액션, 전쟁 영화이다. 나카무라 유이치 등이 주연으로 출연하였다.

### 출연

#### 주연
- 나카무라 유이치
- 미카미 사토시
- 이시카와 카이토
- 카지 유우키
- 코바야시 사나에
- 오오츠카 아키오
- 사쿠라이 타카히로

### 제작진
- 원작자: 이토 게이카쿠
- 미술: 타무라 세이키
- CG: 마스오 타카유키
- 디자인워크: 이라마키 신지
- 디자인워크: 야마네 키미토시
- 디자인워크: 우수이 신지
- 디자인워크: 진구지 노리유키
- 디자인워크: 야마다 마사키
- 색체설계: 모테기 타카히로
- 더빙연출: 나가사키 유키오